# Ali Haydar Saltık
Ali Haydar Saltık (* 1923 in Istanbul; † 8. April 2011 ebenda) war ein türkischer General, der unter anderem von 1983 bis 1985 Oberkommandierender des Heeres (Türk Kara Kuvvetleri) sowie zwischen 1986 und 1989 Botschafter in der Schweiz war.

## Leben
Saltık trat nach dem Besuch der Kadettenanstalt 1940 in die Militärschule (Harp Okulu) ein, die er 1941 als Fähnrich (Asteğmen) abschloss. Nach einer weiteren Ausbildung an der Artillerieschule fand er Verwendung in verschiedenen Artillerieeinheiten und war zuletzt Batteriechef. 1952 begann er seine Ausbildung an der Militärakademie (Kara Harp Akademisi) und war anschließend ab 1955 als Stabsoffizier in verschiedenen Heereseinheiten sowie an der Botschaft in den USA tätig.
1966 wurde Saltık zum Brigadegeneral (Tuğgeneral) befördert und zum Leiter der Ausbildungsabteilung der Central Treaty Organization (CENTO) ernannt, ein bis 1979 bestehendes Militärbündnis von Großbritannien, Irak, Iran, Pakistan und der Türkei. Danach war er zwischen 1968 und 1970 Kommandeur der 8. Infanteriebrigade. Nach seiner Beförderung zum Generalmajor (Tümgeneral) 1970 wurde er Chef des Stabes der 3. Armee und danach Kommandant der Schule für Panzertruppen (Zırhlı Birlikler Okulu) und Befehlshaber der Ausbildungsdivision, ehe er Leiter der Ausbildungsabteilung im Generalstab der Türkei wurde. Nachdem er 1974 zum Generalleutnant (Korgeneral) befördert worden war, übernahm er die Funktion als Leiter der Operationsabteilung des Generalstabes und im Anschluss von 1976 bis 1978 Befehlshaber der Truppenverbände in Zypern KTBK (Kıbrıs Türk Barış Kuvvetleri).
Saltık wurde am 30. August 1978 zum General (Orgeneral) befördert und übernahm als Nachfolger von General Sedat Celasun die Funktion als stellvertretender Chef des Generalstabes der Streitkräfte (Türk Silahlı Kuvvetleri Genelkurmay II. Başkanları). Zwei Jahre später wurde er am 30. August 1980 Nachfolger von General Ali Sait Özçivril als Oberkommandierender der Ägäis-Armee (Ege Ordusu) mit Hauptquartier in Izmir und verblieb auf diesem Posten bis zu seiner Ablösung durch General Süreyya Yüksel am 25. August 1981. Zugleich wurde er als Nachfolger von İlhan Öztrak nach dem Militärputsch vom 12. September 1980 auch Generalsekretär des Präsidialamtes (Türkiye Cumhurbaşkanlığı Genel Sekreterleri) und damit einer der engsten Mitarbeiter von Staatspräsident Kenan Evren. Sein Nachfolger in dieser Funktion wurde am 27. August 1981 General Necdet Üruğ.
Am 25. August 1981 folgte er wiederum General Üruğ als Oberbefehlshaber der aus dem II., III. und V. Korps bestehenden 1. Armee mit Hauptquartier in Istanbul und verblieb auf diesem Posten bis zu seiner Ablösung durch General Necdet Öztorun am 30. August 1983. Nachdem er vom 30. August bis zum 6. Dezember 1983 stellvertretender Oberkommandierendes des Heeres war, wurde er schließlich am 6. Dezember 1983 abermals Nachfolger von General Üruğ als Oberkommandierender des Heeres (Türk Kara Kuvvetleri). Sein Nachfolger in dieser Funktion wurde am 30. August 1985 erneut General Öztorun.
1986 wurde Saltık Nachfolger von Özdemir Yiğit als Botschafter in der Schweiz und übte diesen diplomatischen Posten bis zu seiner Ablösung durch Behiç Hazar 1989 aus.
Saltık, der verheiratet und Vater dreier Kinder war, starb an den Folgen eines Herzinfarkts im Lehrkrankenhaus der Militärmedizinischen Akademie Gülhane GATA (Gülhane Askerî Tıp Akademisi) und wurde anschließend auf dem Çengelköy-Friedhof des Istanbuler Stadtteils Üsküdar bestattet.